# Torii Tadafumi

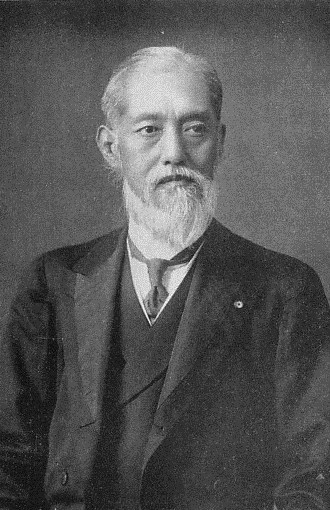
Torii Tadafumi

Shishaku Torii Tadafumi (japanisch 鳥居 忠文; geboren 19. Oktober 1847 in Mibu (壬生) in der Provinz Shimotsuke; gestorben 31. Oktober 1914) war ein japanischer Daimyō und Oberhaupt des Torii-Klans.

## Leben und Wirken
Torii Tadafumi war der 4. Sohn des Torii Tadahira (鳥居 忠挙). 1870 folgte er seinem älteren Bruder Tadatomi (鳥居 忠宝) und wurde 8. Daimyō des Mibu-Han (壬生藩), danach kurzzeitig Gouverneur des Han.
1871 schloss sich Torii, zusammen mit seinen Kollegen vom Hofadel und Schwertadel, Iwakura Tomotsuna (1841–1923), dem Adoptivsohn Iwakuras, sowie Ōkubo Hikonoshin (1830–1878), Makino Nobuaki (1861–1949), Yamagata Isaburō (1858–1927), Nabeshima Naohiro (1846–1921), Maeda Toshitsugu (1858–1900), Maeda Toshiatsu (1858–1921), Kuroda Nagatomo (1839–1902), Ōmura Sumihiro (1830–1882) u. a. zum Erwerb von Auslandskenntnissen der Iwakura-Mission an, mit der er in die USA gelangte.
Im Mai 1883 wurde Torii dem Außenministerium zugewiesen. Am 8. Juli 1884 wurde er zum „Shishaku“ ernannt und erhielt im Mai 1885 eine höhere Position im Außenministerium. Im November 1886 wurde er Vizekonsul des Königreichs Hawaii, im Februar 1889 dann Konsul des Königreichs Hawaii. Im Juli 1890 wurde Torii in das Herrenhaus des neu eingerichteten Parlaments gewählt. Dort war er Mitglied bis zu seinem Tod.